# Języki ugryjskie
     języki fińskie
     języki ugryjskie
     języki samojedzkie
     język jukagirski

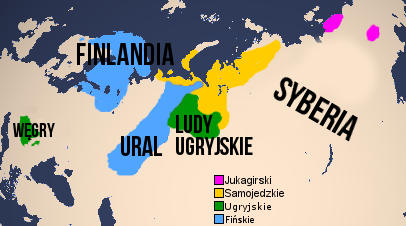
Rozmieszczenie geograficzne języków rodziny uralskiej:
języki fińskie
języki ugryjskie
języki samojedzkie
język jukagirski

Języki ugryjskie – podgrupa języków grupy ugrofińskiej, należącej do rodziny uralskiej.
Języki ugryjskie występują w dwóch odizolowanych od siebie grupach: w północno-zachodniej Azji (zachodnia Syberia, w dorzeczu dolnego Obu), oraz w środkowej Europie (Nizina Węgierska i północny Siedmiogród). Politycznie tereny te należą do rosyjskiego Chanty-Mansyjskiego Okręgu Autonomicznego i sąsiadujących z nim obwodów, zaś obszary kontynentu europejskiego, na którym używane są języki ugryjskie wchodzą w skład przede wszystkim Węgier, ponadto Rumunii, Słowacji i serbskiej Wojwodiny.
Języki te są kontynuacją języka praugryjskiego, używanego do połowy I tys. n.e. w zachodniej Syberii i na południe od Uralu. Z racji ogromnej odległości, jaka oddziela języki ugrofińskie znad Obu od języka węgierskiego, ich drogi rozwoju były odmienne. Na rozwój języka węgierskiego silny wpływ wywierały języki słowiańskie, język niemiecki, łacina i inne języki indoeuropejskie, zaś na języki chantyjski i mansyjski – języki turkijskie i samojedzkie oraz język rosyjski. Powoduje to, iż języki chantyjski i mansyjski grupowane są niekiedy w zespół języków obsko-ugryjskich.
Do języków ugryjskich należą dziś 3 języki, którymi posługuje się około 14 mln ludzi, z czego blisko 99,8% używa języka węgierskiego. Oba pozostałe języki są zagrożone wymarciem.
Klasyfikacja języków ugryjskich:
- węgierski (ok. 14 mln)
- języki obi-ugryjskie
  - chantyjski (ostiacki) (ok. 20 tys.)
  - mansyjski (wogulski) (ok. 8 tys.)

Do zapisu języków ugryjskich stosowana jest cyrylica (języki chantyjski i mansyjski) oraz alfabet łaciński (język węgierski). Tradycje literackie ma w zasadzie tylko język węgierski; sięgają one XII w.